# İznik
İznik este un oraș și un district din provincia Bursa, Turcia. Suprafața sa este de 753 km2, are o populație de 44.236 de locuitori (2022). Orașul se află pe locul vechiului oraș grecesc Niceea, de la care se trage numele de astăzi. Orașul se află într-un bazin fertil la capătul de est al lacului İznik, cu șiruri de dealuri la nord și la sud. Orașul se află la numai 90 km în linie dreaptă sud-est de la Istanbul, dar pe drum sunt 200 km. în jurul Golfului İzmit. Se află la 80 km pe drum depărtare de Bursa.
İznik este din 1930 centrul unui district din provincia Bursa, dar a aparținut de districtul Kocaeli între 1923 și 1927.
Niceea antică era înconjurată de ziduri care supraviețuiesc și astăzi, în ciuda faptului că fuseseră sparte pe alocuri pentru a face drumuri. În interiorul zidurilor se află Moscheea Ayasofya, unde a avut loc cel de-al doilea Conciliu de la Niceea în anul 787 d.Hr.

## Galerie

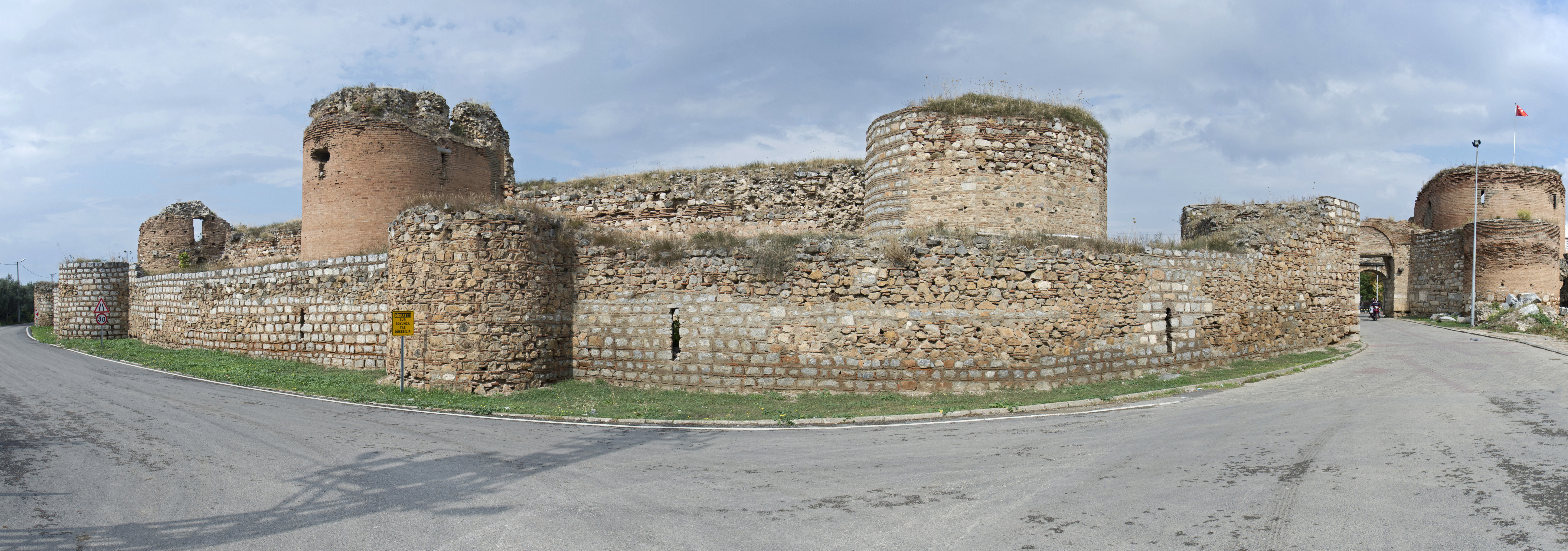
Zidul Iznikului la Poarta Yenișehir
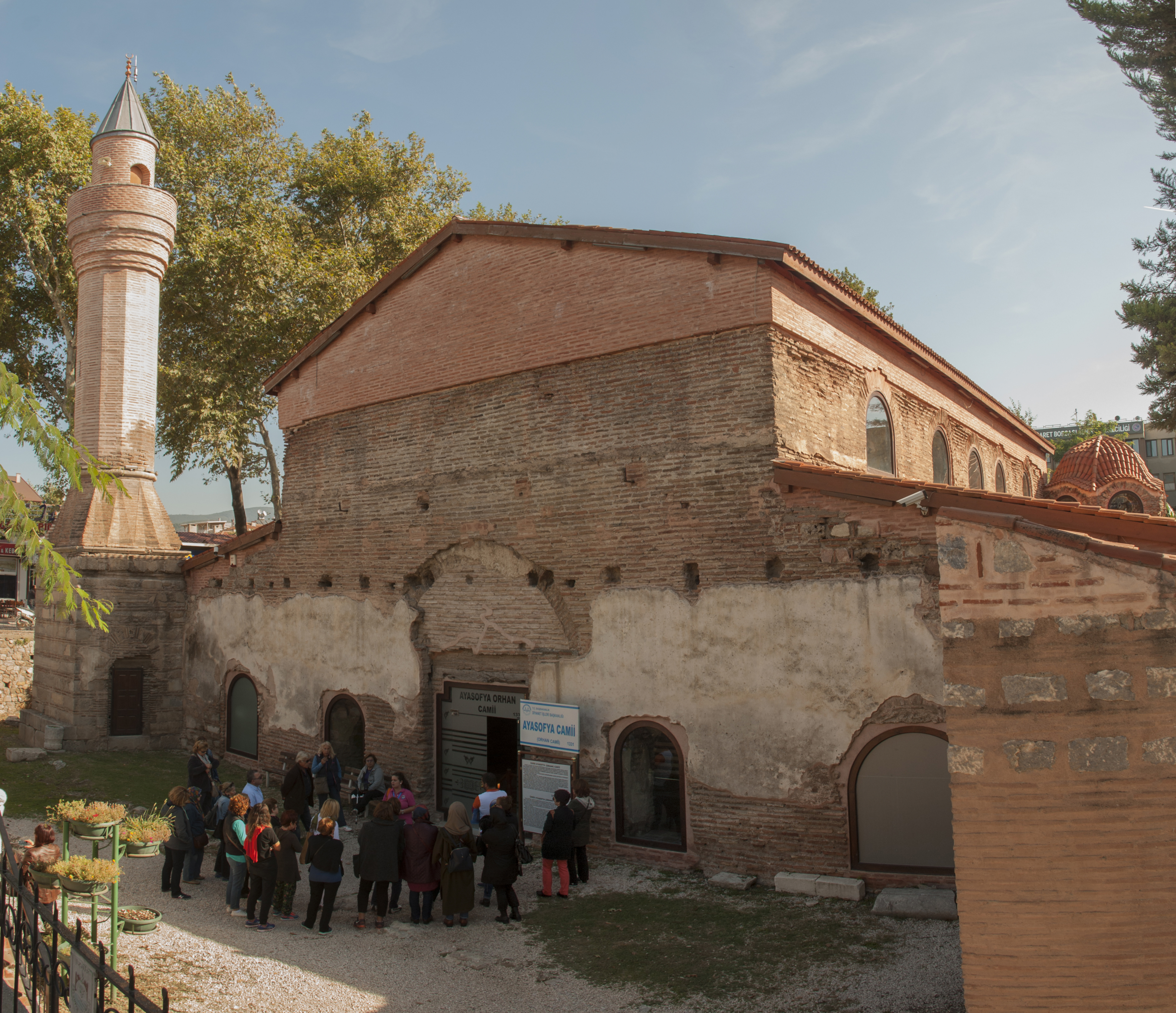
Hagia Sofia din İznik
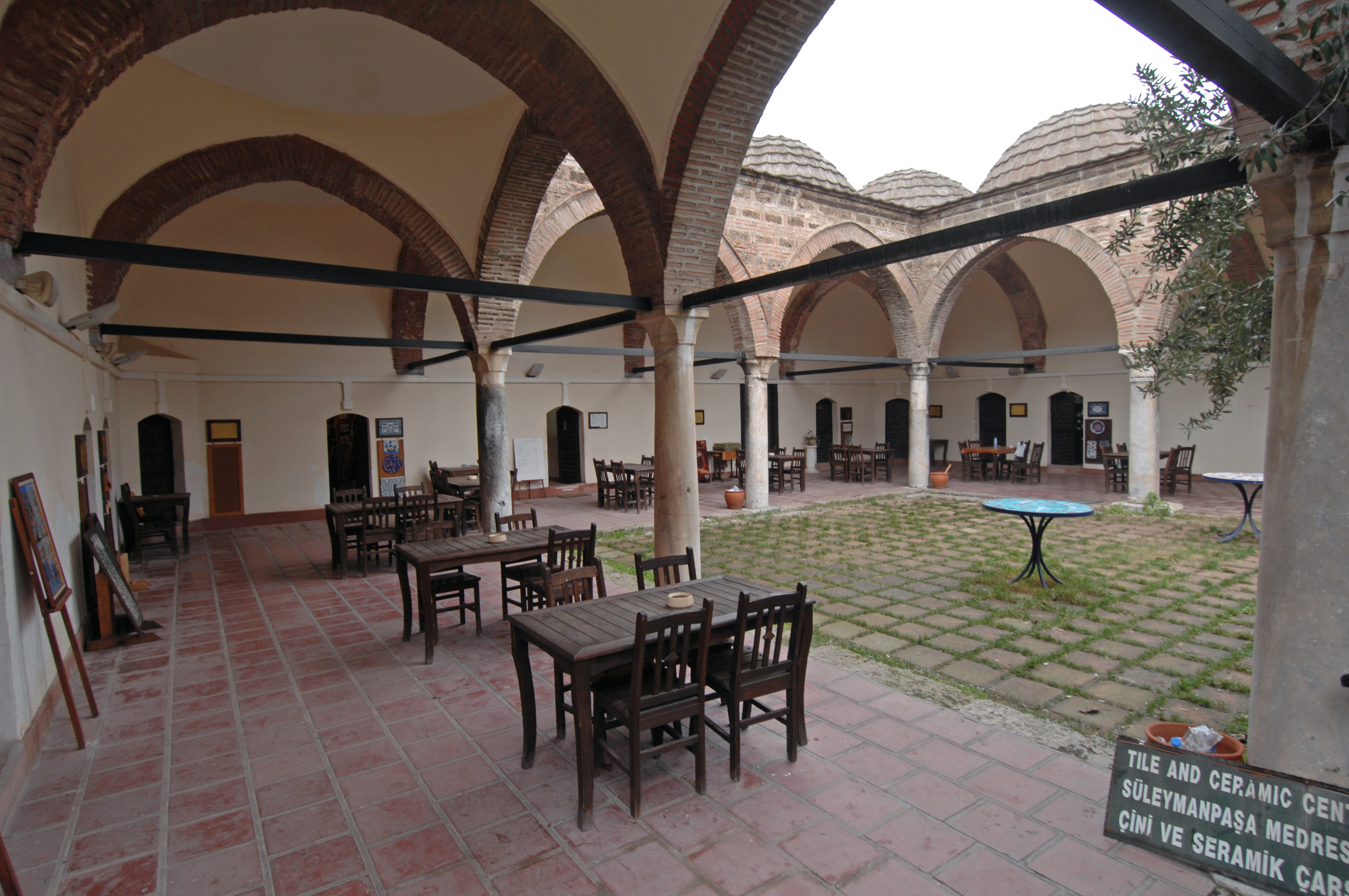
Süleyman Pașa Medresesi din Iznik
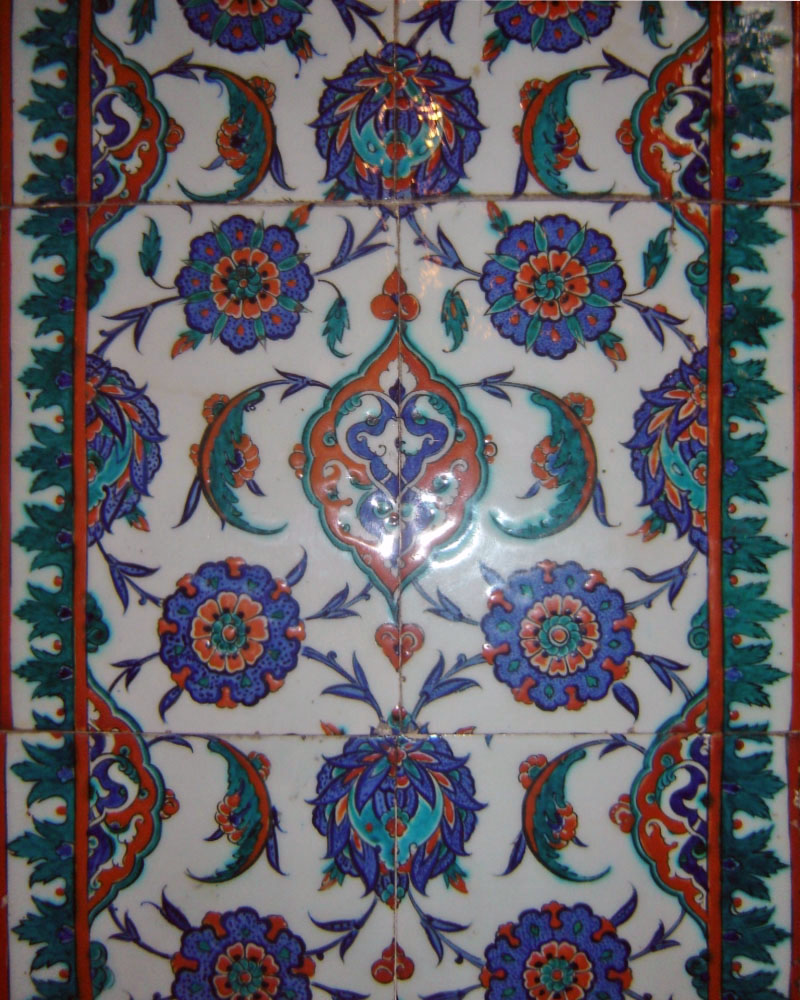
Faianță de Iznik în interiorul Moscheei Selimiye din Edirne
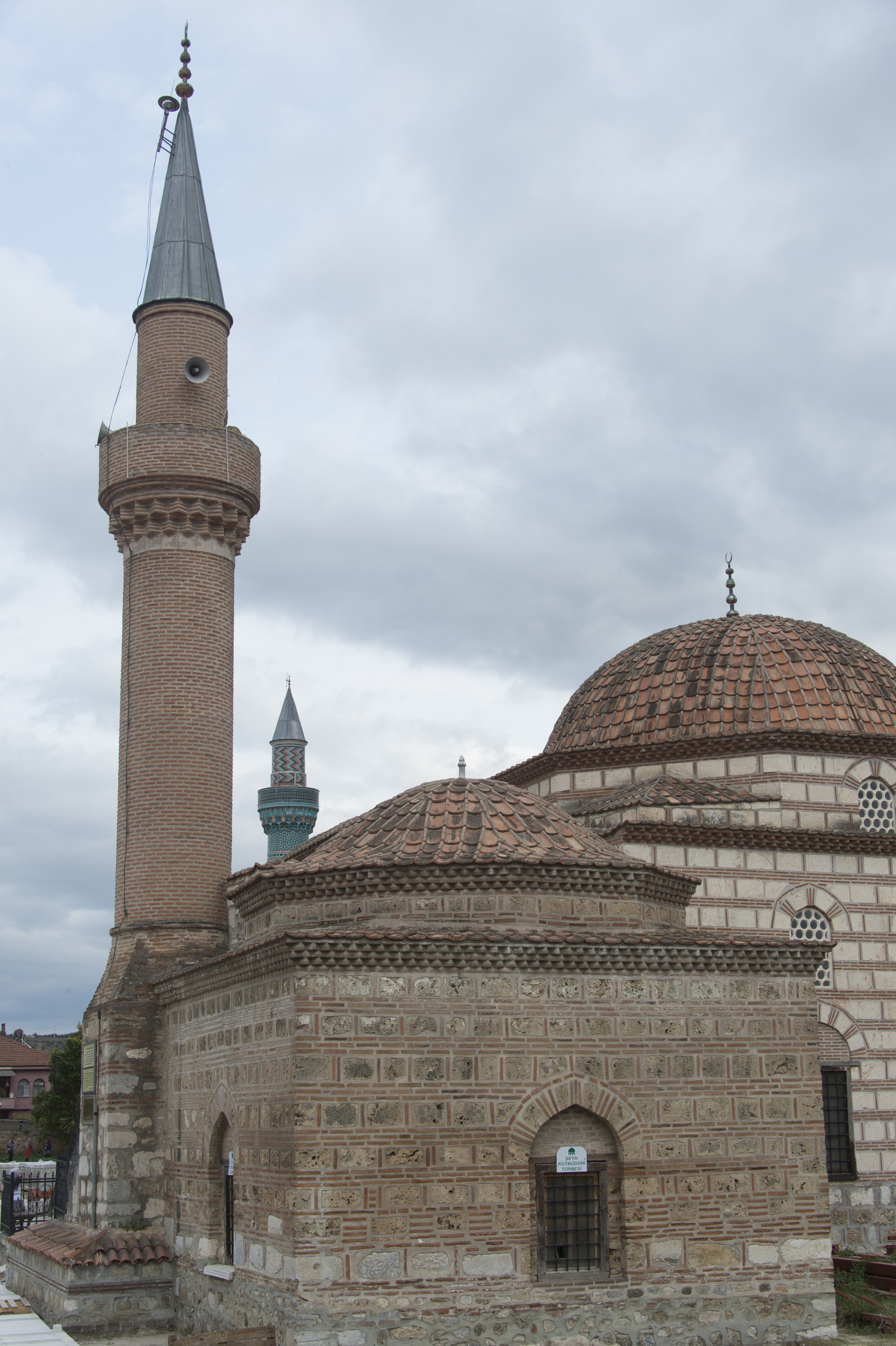
Moscheea Șeyh Kutbuddin cu mausoleu